# Negative Theologie
Die negative Theologie (altgriechisch θεολογία ἀποφατική theología apophatikḗ, lateinisch theologia negativa) ist ein aus dem Platonismus stammendes Verfahren bei Aussagen über Gott bzw. über das Eine als erstes Prinzip der Metaphysik. Dabei wird das Denken und Reden über Gott beschränkt, indem alle positiven Aussagen konsequent als unsicher kritisiert und verworfen werden. Nur negative Aussagen können als wahr betrachtet werden (z. B. der un-endliche Gott).
Die Begriffe „positiv“ und „negativ“ sind dabei nicht in einem wertenden Sinn gemeint. Als „positiv“ gelten alle Aussagen, mit denen das Wesen Gottes bestimmt werden soll, indem festgestellt wird, was er ist. Dies geschieht, indem ihm bestimmte Eigenschaften wie beispielsweise Güte oder Weisheit zugeschrieben werden oder indem er mit diesen Eigenschaften identifiziert wird (z. B. Gott ist gut oder Gott ist das Gute). Dabei werden Vorstellungen, die aus dem Bereich menschlicher Erfahrung stammen, auf Gott übertragen. Die negative Theologie lehnt eine solche Vorgehensweise ab und begründet dies mit der Behauptung, es sei prinzipiell unmöglich, bei positiven Aussagen Gottes absolute Transzendenz angemessen zu berücksichtigen. Die Unangemessenheit menschlicher Vorstellungen und die Unwahrheit der auf ihnen basierenden Aussagen über Gott sei das einzige, was bezüglich Gott als zutreffend bestimmt werden könne. Somit seien nur negative Aussagen, also Verneinungen positiver Aussagen, legitim. Die systematische Beseitigung der irrigen positiven Vorstellungen sei eine unerlässliche Voraussetzung für ein wirklichkeitsgemäßes Verhältnis des Menschen zu Gott.
Die Verneinung positiver Bestimmungen ist nicht als Bejahung von ihnen entgegengesetzten Bestimmungen zu verstehen. Die Aussage, Gott könne nicht als gut bezeichnet werden, bedeutet nicht, dass er als schlecht bezeichnet wird. Vielmehr lehrt die negative Theologie, Begriffe wie „gut“ und „schlecht“ seien auf Gott nicht anwendbar.

## Antike und Spätantike

### Platon
Den Ausgangspunkt für die negative Theologie bilden Bemerkungen Platons über die Unsagbarkeit des Höchsten. Im Dialog Politeia weist er der Idee des Guten den höchsten Rang zu, denn das Gute überrage das Sein und alle anderen Bestimmungen wie Erkenntnis und Wahrheit. Er meint, das Gute als Idee sei die Ursache der erkennbaren Wahrheit in den erkennbaren Dingen und daher ontologisch der Wahrheit, der Erkenntnis und allen anderen Ideen übergeordnet. Als Ursache des Seins der Dinge sei das Gute selbst nicht das Sein, sondern überrage das Sein an Würde und Kraft. Im Dialog Timaios schreibt Platon, es sei schwer, den Urheber und Vater des Weltalls aufzufinden, und es sei unmöglich, ihn allen zu verkünden, wenn man ihn gefunden hat. Im Dialog Kratylos lässt Platon Sokrates feststellen, dass „wir nämlich von den Göttern nichts wissen, weder von ihnen selbst noch von ihren Namen, wie sie sich untereinander nennen“. Im Siebten Brief kritisiert er die schriftliche Verbreitung von Lehren über das „Erste und Höchste in der Natur“ und stellt fest, wer wirklich etwas davon verstanden habe, der scheue davor zurück, es schriftlich zu fixieren; solches Wissen lasse sich in keiner Weise wie andere Kenntnisse in Worte fassen.
Grundlegend für die Auseinandersetzung der antiken Platoniker mit der Problematik der absoluten Transzendenz des ersten Prinzips, des Urgrunds aller Dinge, sind Überlegungen, die Platon im Dialog Parmenides anstellt. Die Argumentation im Parmenides wird zum Ausgangspunkt für die Ausformung einer platonischen Metaphysik des „überseienden“ (ontologisch über allem Seienden stehenden) Einen, das sich in die Welt der seienden Dinge entfaltet. Schon Platons Schüler Speusippos greift den Grundsatz der begrifflichen Negativität des überseienden Einen auf.

### Mittelplatoniker
Der jüdische Philosoph Philon von Alexandria (1. Jahrhundert), der platonische Philosophie mit jüdischer Theologie verbindet, betont die Unbegreiflichkeit Gottes. Er stellt fest, man sei, wenn man Gott finden will, auf der Suche nach etwas schwer Erreichbarem, „(…) das immer zurückweicht und in der Ferne stehen bleibt und mit einem unendlichen dazwischenliegenden Abstand vor den Verfolgern hereilt“. Daher müsse der menschliche Geist „in unermesslichen Abständen hinter der Erfassung des Urgrundes zurückbleiben“. Allerdings nimmt Philon im Gegensatz zu Platon an, dass man vom ersten Prinzip, das er mit dem Gott der jüdischen Religion gleichsetzt, das Sein aussagen könne; Gott habe sich im Tanach als der Seiende geoffenbart. Philon meint, Gott bestimmte Eigenschaften beizulegen sei unzulässig; man könne nicht sagen, was er sei, sondern nur, dass er existiere und seine Existenz frei von allen Eigenschaften sei. Gott sei nicht benennbar, sprachlich nicht fassbar.
Im Mittelplatonismus werden Platons Hinweise auf die Transzendenz des ersten Prinzips aufgegriffen. Der Philosoph Alkinoos schreibt in seinem Lehrbuch Didaskalikos, Gott sei unaussprechlich (árrhētos). Erläuternd bemerkt Alkinoos, Gott komme nichts zu, weder Schlechtes noch Gutes. Wäre er gut, so hätte er Anteil am Guten, dann wäre das Gute ein ihm übergeordnetes Prinzip. Weder komme ihm eine Beschaffenheit zu (sonst wäre sie ihm von ihrer Quelle verliehen worden) noch Nichtbeschaffenheit (sonst hätte er einen Mangel an Beschaffenheit und bedürfte der Vervollkommnung). Er sei weder ein Teil von etwas noch wie ein Ganzes, das Teile hat; weder bewege er noch werde er bewegt. Auch der Mittelplatoniker Numenios schlägt den Weg der Verneinung ein. Er umschreibt das erste Prinzip, das er wie Platon „das Gute“ nennt, mit negativen Ausdrücken. Nach seiner Überzeugung ist es dort zu finden, wo eine unaussprechliche und unbeschreibliche Einsamkeit herrscht. Der Mittelplatoniker Kelsos bezeichnet mit Berufung auf Platons Timaios das Erste als unnennbar. Trotz dieser Begrenztheit der sprachlichen Möglichkeiten ist Kelsos der Ansicht, Gott entziehe sich dem menschlichen Verstand nicht gänzlich. Von dem, was sonst unsagbar bleibe, könne man auf drei Wegen eine gewisse Vorstellung gewinnen: „durch Zusammenstellung mit anderen Dingen oder durch die Unterscheidung von ihnen oder durch einen Vergleich mit ihnen“. Mit dem an zweiter Stelle genannten Weg meint er die negative Theologie. Kelsos’ christlicher Kritiker Origenes wirft ihm vor, er habe über das Höchste nur „in leeren Verneinungen“ gesprochen.

### Neuplatoniker
Im 3. Jahrhundert nennt Plotin, der Begründer des Neuplatonismus, das von Platon als das Gute bezeichnete ontologisch Höchste „das Eine“ (griechisch τὸ ἕν to hen). Damit drückt er aus, dass es das schlechthin Einfache ist. Das Eine enthält als äußerster Gegensatz zum Differenzierten und Mannigfaltigen keine Unterscheidung, weder eine Zweiheit noch sonstige Pluralität. Es ist wie Platons Gutes der Ursprung und Existenzgrund aller Dinge und als solcher das Höchste, was es geben kann.
Somit wäre in einem religiösen Kontext das Eine Plotins mit Gott bzw. in einer polytheistischen Religion mit der obersten Gottheit gleichzusetzen. Eine solche Bestimmung ist aber aus neuplatonischer Sicht problematisch, da sie zur Konsequenz haben kann, dass dem Höchsten Merkmale zugeschrieben werden, die als göttlich gelten, etwa indem es als „gut“ bezeichnet bzw. mit dem Guten identifiziert wird. Auf diesem Weg würde ein Unterschied und damit eine Nicht-Einheit in das absolut undifferenzierte Eine hineingetragen, so dass es nicht mehr das Eine wäre. Daher ist für Plotin nicht einmal die von Platon vorgenommene Gleichsetzung des Guten mit dem Höchsten (dem ersten Prinzip) angemessen. Nur aus der menschlichen Perspektive erscheint das Eine als etwas Höheres, Erstrebenswertes und damit Gutes, aber für sich selbst ist es nicht gut. In der neuplatonischen Philosophie ist das Eine weder gut noch schlecht und wie schon bei Platon weder seiend noch nichtseiend, sondern jenseits von beidem. Es „ist“ eigentlich nicht, denn das Sein als Gegenteil des Nichtseins oder das vollkommene Sein im Gegensatz zu einem geminderten Sein setzt bereits eine Unterscheidung voraus und damit etwas, was dem Einen nachgeordnet ist. Genau genommen ist auch die Bestimmung des Einen als „Eines“, als einfach oder einheitlich im Sinne eines Gegensatzes zur Pluralität eine Verkennung seiner wahren, gegensatzfreien Natur, über die paradoxerweise überhaupt keine zutreffende Aussage möglich ist. Das Eine ist „unsagbar“ (ἄρρητον árrhēton). Zwar macht Plotin dennoch Aussagen über das Eine, doch pflegt er solche Feststellungen mit Einschränkungen wie „gleichsam“, „gewissermaßen“ (hoíon) zu versehen. Damit stellt er klar, dass die verwendeten Begriffe hier nicht in ihrer gewöhnlichen Bedeutung gemeint sind, sondern nur etwas eigentlich nicht verbal Ausdrückbares andeuten sollen. Das Eine bleibt einem verstandesmäßigen, diskursiven Begreifen prinzipiell entzogen.
Der spätantike Neuplatoniker Proklos ist der erste Autor, der die Begriffe „Negation“ (apóphasis) und „Theologie“ verbindet. Er verwendet den Ausdruck trópos tēs aphairéseōs („Vorgehensweise des Entfernens“); die Bestimmungen müssen auf dem Weg zum Einen entfernt werden. In seinem Kommentar zu Platons Parmenides empfiehlt er, nach Platons Vorbild bei den Negationen zu bleiben und durch sie das erhabene Übermaß des Einen zu zeigen. Durch die Negationen kann ein theologischer Hymnus auf das Eine emporgesandt werden. Die Funktion aller positiven Ausdrücke besteht darin, dass sie als „Hinzufügungen“ die Merkmale eines geformten Etwas angeben sollen. Daher greifen sie ins Leere, wenn sie auf das formlose Erste und Eine angewendet werden. Da das Eine jedem Gegensatz entzogen ist, ist es auch nicht als Zusammenfall der Gegensätze zu begreifen. Proklos legt eine negative Dialektik vor, die er insbesondere anhand der Parmenides-Auslegung als Methode des metaphysischen Philosophierens präsentiert und einübt. Sie wird für die mittelalterliche negative Theologie wegweisend. Nicht nur auf das Eine als erstes Prinzip wendet Proklos den Ansatz der negativen Theologie an, sondern auch auf das zweite Prinzip, den Nous, der als rein geistige Sphäre den obersten Bereich der intelligiblen Welt und der seienden Dinge bildet. Er bestreitet, dass das diskursive Denken mit seinen positiven Aussagen den Nous angemessen erfassen und beschreiben kann. Daher ist für Proklos nicht nur hinsichtlich des Einen, sondern auch hinsichtlich des Nous ein schweigendes Betrachten die überlegene Herangehensweise. Dennoch wird vom Einen gesprochen; den Grund dafür sieht Proklos im natürlichen Streben der Seele zum Einen hin.

### Kirchenväter
Nach dem Verständnis der antiken Kirchenväter, die stark vom Platonismus beeinflusst waren, umfasst der Gott der christlichen Theologie in sich sowohl das absolut transzendente Eine der Neuplatoniker als auch den Nous oder Demiurgen (Weltschöpfer), dem die sinnlich wahrnehmbare Welt ihre Existenz verdankt. Die platonische Skepsis hinsichtlich der Berechtigung positiver Aussagen über die Gottheit betraf somit auch christliche Gottesvorstellungen. Ansatzpunkte für solche Skepsis und für den Gedanken der „Unsagbarkeit“ Gottes fanden die Kirchenväter auch in einzelnen biblischen Aussagen. Zu den einschlägig relevanten Stellen gehören diejenigen, welche die Einzigartigkeit Gottes betonen und ihn scharf von allem Außergöttlichen abgrenzen (Ex 20,3–5 ; Deut 5,7–9 ), sowie die „Rede auf dem Areopag“ des Apostels Paulus, wo der „unbekannte Gott“ als der wahre Schöpfer verkündet wird, der sich von den scheinbar bekannten Göttern der Griechen fundamental unterscheide und nicht so wie sie verehrt werden solle. Auch neutestamentliche Aussagen wie „Niemand hat Gott je gesehen“ (Joh 1,18 ) und „der im unzugänglichen Lichte wohnt, den kein Mensch gesehen hat noch sehen kann“ (1 Tim 6,16 ) heben die Transzendenz Gottes hervor.

#### Frühe Kirchenväter
Bei den Theologen der frühen patristischen Zeit fand der Ansatz der negativen Theologie viel Anklang. Sie nutzten ihn insbesondere in der Auseinandersetzung mit anthropomorphen (das Göttliche vermenschlichenden) Vorstellungen ihrer paganen bzw. polytheistischen Umwelt. Schon im 2. Jahrhundert vertrat Justin der Märtyrer die Ansicht, Gott sei „unaussprechlich“; seine Existenz sei zwar erkennbar, nicht aber sein Wesen. Bezeichnungen wie „Vater“, „Schöpfer“ und „Herr“ und sogar das Wort „Gott“ seien nicht wirklich angemessen, sie seien nur aus einer begrenzten menschlichen Perspektive sinnvoll und könnten über den grenzenlosen Gott an sich nichts Gültiges aussagen. Man dürfe Gott auch keinen Namen beilegen, da ein Namensgeber vor dem Benannten da sein müsse und weil Namen der Unterscheidung dienten, Gott aber einzigartig sei und ihm daher kein Unterscheidungsmerkmal zukomme. Mit diesen Überlegungen folgt Justin platonischen Gedankengängen.
In der Folgezeit gaben Clemens von Alexandria und Origenes der Entwicklung der negativen Theologie entscheidende Impulse, wobei sie an Philons Lehre von der Unerkennbarkeit Gottes anknüpften. Wie schon Justin der Märtyrer meinte Clemens, Gottes Existenz sei zwar für den menschlichen Verstand durch Folgerungen aus der wahrnehmbaren Schöpfung erschließbar, sein Wesen jedoch sei gedanklich nicht zu erfassen und somit auch nicht mit Worten ausdrückbar. Er sei unzugänglich und unaussprechlich, gestalt- und namenlos. Auch Begriffe wie „das Gute“ oder „Sein“ seien nur begrenzt hilfreich und nicht im eigentlichen Sinne anwendbar. Die Bestimmungen, die Gott beigelegt werden, seien nur im Sinne von Analogien zu Bekanntem berechtigt; wirkliche Kenntnis könnten sie nicht vermitteln. Wahre Einsicht ergebe sich für den, der erkennt, was Gott nicht ist. Dennoch verwirft Clemens positive Aussagen nicht gänzlich, sondern billigt ihnen einen gewissen Wert im Rahmen der Beschränkungen, denen menschliche Erkenntnisbemühungen unterliegen, zu. Außerdem glaubt er, Christus sei nicht im selben Maße unerkennbar wie Gottvater, sondern könne hinsichtlich bestimmter Aspekte erkannt werden. Dadurch wird die negative Theologie bei Clemens eingeschränkt.
Für Origenes ergibt sich die Unbegreiflichkeit Gottes aus seiner Unkörperlichkeit. Gottes Natur ist für den menschlichen Verstand, der von seinen Erfahrungen mit Sinneswahrnehmungen ausgeht, unerreichbar. Nur aus seinen Werken kann Gott hinsichtlich bestimmter Aspekte seines Daseins erkannt werden. Namen können das eigentliche Wesen Gottes nicht ausdrücken. Sie sind aber beschränkt legitim, insoweit sie nur andeuten. Bibelstellen, wo Gott als Feuer oder Licht beschrieben wird, sind als Metaphern zu interpretieren. Allerdings hält Origenes die menschliche Unwissenheit hinsichtlich der göttlichen Geheimnisse nicht für absolut. Er meint, sie werde im Verlauf der Heilsgeschichte beseitigt.

#### Spätantike Kirchenväter
Auch in der Spätantike betonten kirchliche Autoren die Unerkennbarkeit von Gottes Wesen. Im 4. Jahrhundert ging es dabei insbesondere um die Abwehr einer Lehre des arianischen Theologen Eunomius, der eine uneingeschränkte Erkennbarkeit Gottes durch den menschlichen Geist annahm. Eunomius dachte ebenso wie seine Gegner neuplatonisch; zugleich nutzte er die Mittel der aristotelischen Logik. Er lehrte, Gott habe einen bestimmten – allerdings nur eine negative Bestimmung beinhaltenden – Namen, durch den sein Wesen vollkommen ausgedrückt und erfasst werden könne, nämlich agénnētos („ungezeugt“, ursprungslos). Die Hauptgegner seiner Theologie waren die kappadokischen Kirchenväter Basilius der Große, Gregor von Nyssa und Gregor von Nazianz. Basilius unterschied zwischen Gottes erkennbaren Wirkweisen (Energien) und seinem prinzipiell unerkennbaren Wesen. Gregor von Nyssa pflichtete ihm bei und entwickelte eine Theorie der menschlichen Sprache, um einsichtig zu machen, dass Gott nicht mit sprachlichen Mitteln erfasst werden kann, sondern unsagbar ist. Gregor von Nazianz wies auf die Unzulänglichkeit des menschlichen Verstandes hin, wobei er sich hinsichtlich der Problematik der Gotteserkenntnis und des Redens über Gott auf Platon berief.
Auch andere Kirchenväter, unter ihnen Johannes Chrysostomos und im lateinischsprachigen Westen Augustinus, setzten sich mit der Frage nach Möglichkeiten und Grenzen der Gotteserkenntnis auseinander und lehrten, Gott sei unaussprechlich, sein Wesen (griechisch ousía, lateinisch substantia oder essentia) sei mit Worten nicht ausdrückbar.

#### Pseudo-Dionysius
Das am ausführlichsten ausgearbeitete und am stärksten nachwirkende patristische Konzept der negativen Theologie ist dasjenige eines unbekannten spätantiken Autors, der sich Dionysius nannte und im Mittelalter mit Dionysius Areopagita, einem in der Apostelgeschichte erwähnten Schüler des Apostels Paulus, identifiziert wurde. Heute wird er als Pseudo-Dionysius bezeichnet. Pseudo-Dionysius, der seine Werke in griechischer Sprache verfasst hat, übernimmt manche Begriffe und Gedanken von dem Neuplatoniker Proklos. An die Stelle des neuplatonischen Modells der Emanation, des stufenweisen Hervorgangs der Welt aus der ersten Ursache, tritt bei ihm ein christliches Schöpfungsmodell, in welchem zwar ebenfalls eine hierarchische Stufenordnung gegeben ist, aber die Gesamtheit des Geschaffenen unmittelbar auf den unergründlichen Schöpfer zurückgeht.
Pseudo-Dionysius erörtert die Unterschiede zwischen der positiven („kataphatischen“) und der negativen („apophatischen“) Theologie. Er geht von einer Untersuchung der einzelnen Namen und Attribute Gottes aus, die aus der Offenbarung und der auf ihr fußenden positiven Theologie bekannt sind. Auf dem Weg der Kausalität (via causalitatis) schließt die positive Theologie aus positiven Eigenschaften von Geschaffenem wie Güte oder Weisheit auf Entsprechendes in der Ursache des Geschaffenen. Da der Schöpfer dem Geschaffenen diese Eigenschaften verliehen hat, muss er sie selbst besitzen, denn er kann nicht weniger sein als das von ihm Verursachte. Auf dem Weg der Verneinung (lateinisch via negationis) gelangt Pseudo-Dionysius jedoch zum Ergebnis, dass diese Namen und Bezeichnungen Gott nicht wirklich zukommen können, da sie seiner Transzendenz nicht gerecht werden. Da sie keine gültigen Aussagen über sein Wesen sind, müssen sie negiert werden. In diesem Sinne bezeichnet Pseudo-Dionysius Verneinungen als wahr, Bejahungen als unangemessen. Aber auch die Negationen erweisen sich als nicht wirklich zutreffend; da sie ebenfalls unzulänglich sind, müssen auch sie verneint werden. Dies bedeutet jedoch nicht eine Rückkehr zu positiven Aussagen, sondern eine Hinwendung zu „Über-Aussagen“ mit dem Präfix über- (griechisch hyper-, lateinisch super-), etwa „überseiend“ oder „übergut“. Letztlich sind aber auch die Über-Aussagen nur Hilfsmittel und nicht Tatsachenbehauptungen über das Wesen Gottes. Erst durch die letzte Negation, mit der man jede Art von Bestimmungen übersteigt, wird in der Annäherung an die göttliche Wirklichkeit der entscheidende Schritt getan: Die Namenlosigkeit wird mit dem „unaussprechlichen Namen“ identifiziert, welcher der Grund aller Namen und Benennungen ist und als solcher alle Namen vereinigt. Somit führt die Vollendung der Entleerung zur vollendeten Fülle, absolute Leere und absolute Fülle erweisen sich als identisch.
Die positiven Aussagen der Offenbarung bleiben bei Pseudo-Dionysius als wahr anerkannt, doch beziehen sie sich nicht auf Gottes Wesen, sondern nur auf seine Wirkung. Außerdem sind sie der notwendige Anfangsbestandteil eines Erkenntnisprozesses, der in seinem späteren Verlauf ein Weg vom Bewirkten zur Ursache, von der Vielheit zum Einen ist. Die positive Theologie ist ein Weg des Abstiegs, der von dem, was Gott am ähnlichsten ist (Begriffe wie „das Hohe“, „das Erste“, „das Überragende“), abwärts führt zu dem, was Gott am fremdesten ist und doch einen Teil seiner Schöpfung bildet (Unbelebtes und Untugend). Die negative Theologie beginnt mit dem Letzten und Untersten (unbelebter Materie und den niederen Gemütsbewegungen), indem sie es bezüglich Gott negiert, und schreitet dann aufwärts, indem sie alle Worte und Namen bis hin zu den höchstrangigen Begriffen wie Leben und Gutheit als Aussagen über Gott verwirft. Durch diesen schrittweisen Vollzug der Negationen vollbringt die Seele einen Aufstieg, der sie von der vertrauten Gedankenwelt abbringt und so zu Gott hinführt. Der nach Erkenntnis Strebende gelangt zur Einsicht in sein eigenes Nichtwissen und Nichterkennen; die negative Theologie führt ihn zur Wortlosigkeit und damit zum Schweigen. Seine Bemühungen, mittels der auf Sinneswahrnehmungen fußenden Vorstellungen und davon ausgehenden diskursiven Denkprozesse ans Ziel zu gelangen, sind gescheitert. Solches Scheitern erweist sich als Voraussetzung dafür, dass er eine authentische Beziehung zu Gott erlangt.
Die letzte Phase des Aufstiegs, in der die konsequent voranschreitende negative Theologie ihre eigenen verneinenden Aussagen aufhebt und dadurch übersteigt, wird später in der lateinischen theologischen Terminologie als Weg des Überstiegs (via eminentiae) bezeichnet.

### Negative Theologie im islamischen Raum
Die negative Theologie im islamischen Raum, des 8. und 9. Jahrhunderts, nahm ihren Ursprung auch in der griechischen philosophischen Tradition, vor allem in der neuplatonischen Philosophie. So wurde in der islamische Philosophie, vor allem aristotelische und neuplatonische Werke, durch im arabisch sprechenden Kulturraum aufgegriffen. Philosophen wie Plotin und Aristoteles beeinflussten die muslimischen Denker, die versuchten, eine Verbindung zwischen rationalem Denken und religiösem Glauben herzustellen. Der Koran selbst enthält eine Vielzahl von Versen, die die Transzendenz Gottes betonen und die menschliche Fähigkeit, Gott in seiner vollen Essenz zu begreifen, in Frage stellen. Diese Suren bildeten die Grundlage für eine apophatische Herangehensweise an die göttliche Erkenntnis. Wichtige Vertreter dieser, bis in das 12. Jahrhundert reichenden Bewegungen einer theologisch-rationalistischen Strömung waren die Mutaziliten, die Aschʿarīya, der Sufismus. Ihre Einflüsse zeigten sich im Austausch mit der christlichen und vor allem jüdischen Mystik.
Es Abū (Yūsuf) Yaʿqūb ibn Ishāq al-Kindī dessen Beitrag zur Entwicklung einer islamischen Philosophie durch seine Bemühungen, griechisches Denken einer muslimischen Leserschaft zugänglich zu machen von größter Bedeutung waren. Al-Kindi führte diese Mission vom Haus der Weisheit („Bayt al-Hikma“) aus, einem von den abbasidischen Kalifen geförderten Übersetzungs- und Bildungsinstitut in Bagdad. Al-Kindi übersetzte nicht nur viele wichtige Texte, sondern auch ein Großteil des späteren philosophischen Standardvokabulars in das Arabische. Im Mittelpunkt von al-Kindis Verständnis der Metaphysik stand die absolute Einheit Gottes, die er als eine Eigenschaft betrachtet, die ausschließlich mit Gott verbunden ist und die er daher mit nichts anderem teilt. Das führt zu einer sehr strengen negativen Theologie, weil es impliziert, dass jede Beschreibung, die auf irgendetwas anderes zugeschrieben werden kann, nicht über Gott gesagt werden kann. Wahrscheinlich wären die Werke von Philosophen wie al-Farabi, Avicenna und al-Ghazali ohne seine Arbeit nicht möglich geworden.

## Mittelalter
Im Mittelalter wurde das von Pseudo-Dionysius dargelegte Konzept der negativen Theologie sowohl von westlichen, lateinischsprachigen als auch von östlichen, griechischsprachigen Theologen rezipiert. Im Westen wurde es ebenso wie im Osten als fester Bestandteil der kirchlichen Lehre etabliert. Im Jahr 1215 legte das Vierte Laterankonzil fest, es könne zwischen Schöpfer und Geschöpf keine Ähnlichkeit festgestellt werden, ohne dass eine noch größere Unähnlichkeit zwischen ihnen anzugeben wäre.

### Eriugena
Im 9. Jahrhundert gelangte eine Handschrift des „Corpus Dionysiacum“ (gesammelte Werke des Pseudo-Dionysius) ins Fränkische Reich. Der irische Gelehrte Johannes Scottus Eriugena übersetzte das Corpus ins Lateinische und schrieb einen Kommentar zu Pseudo-Dionysius' Schrift Über die himmlische Hierarchie. Er fertigte auch lateinische Übersetzungen der Hauptwerke von Maximus Confessor an. In seinem eigenen Hauptwerk, der Schrift Periphyseon („Über Naturen“), setzte er sich mit der Problematik der positiven und negativen Theologie auseinander. Zur Verbreitung des Gedankenguts der negativen Theologie im Mittelalter leistete er einen wesentlichen Beitrag. Auf Eriugena geht der lateinische Begriff theologia negativa und die einschlägige lateinische Terminologie zurück.
Eriugena betont, dass positive und negative Theologie einander nur scheinbar entgegengesetzt seien. Nach seiner Auffassung stimmen sie vielmehr in allem überein. Die positive Theologie „bekleidet“ die „nackte“ göttliche Wesenheit (essentia) mit Aussagen wie „Gott ist die Wahrheit“, die metaphorisch zu verstehen sind. Die negative Theologie zieht der Gottheit dieses Kleid in einem logischen Prozess wieder aus. Damit widerspricht sie aber nicht der positiven Theologie, denn sie berücksichtigt deren metaphorische Redeweise. Die positive Theologie behauptet nicht „So ist Gott“, sondern nur „So kann Gott genannt werden“. Die Entkleidung, welche die negative Theologie vollzieht, führt zur Einsicht, dass Gott kein „Etwas“ ist; daher kann er unter diesem Gesichtspunkt ein „Nichts“ genannt werden. Da er kein „Etwas“ ist, gibt es keine positive Antwort auf die Frage, was er ist (quid est). Somit weiß auch Gott selbst nicht, was er ist; nicht einmal er selbst „begreift“ sein Wesen im Sinne des Erfassens von etwas Bestimmtem. Sein göttliches Nichtwissen (ignorantia) ist höchste Weisheit.
Im Rahmen dieses theologischen Konzepts deutet Eriugena die christliche Lehre von der Erschaffung der Welt „aus dem Nichts“ (creatio ex nihilo). Für ihn kann diese Aussage über die Schöpfung nicht zeitlich zu verstehen sein in dem Sinne, dass es vor der Schöpfung den Schöpfer und ein Nichts gab und aus diesem Nichts dann zu einer bestimmten Zeit die Welt wurde. Sie kann auch nicht räumlich und materiell gemeint sein in dem Sinne, dass außerhalb des Schöpfers schon ein Raum und ein als Substrat aufzufassendes Nichts vorhanden waren und die Schöpfung dann eine Einwirkung auf diesen Raum und dieses Substrat war. Solche Vorstellungen setzen voraus, dass Gott zu einem Zeitpunkt erschaffen will, nachdem er dies zuvor nicht wollte. Das würde bedeuten, dass Gott etwas Akzidentelles widerfährt und bei ihm eine Veränderung herbeiführt, was für Eriugena absurd ist. Daher identifiziert der irische Denker – wie schon Gregor von Nyssa – das Nichts, aus dem Gott die Welt überzeitlich erschafft, mit dem Nichts, das Gott selbst ist. Eine zeitliche Priorität des Schöpfers gegenüber der Schöpfung lehnt Eriugena ab.

### Meister Eckhart
Meister Eckhart legt seine negative Theologie insbesondere in seinem Kommentar zum biblischen Buch Exodus vor. Er will dort zeigen, wie die Vernunft auf dem Weg der Verneinung fortschreitet und wie sie zur Einsicht in Gottes Einheit gelangt. Dabei knüpft er an den Führer der Unschlüssigen des Philosophen Maimonides (12. Jahrhundert) an. Im Sinne der traditionellen negativen Theologie erklärt Eckhart, dass alle Bejahungen oder positiven Attribute Gott in keiner Weise zukommen. Sie sind unzutreffend und nichtig, auch wenn es sich aus menschlicher Sicht um Vollkommenheiten handelt (beispielsweise Macht, Weisheit oder Leben). Negative Aussagen hingegen sind angemessen, insoweit sie zu einer Reinigung des auf Gott gerichteten Denkens führen. Im Gegensatz zu positiven Aussagen beanspruchen sie nicht mehr, als sie tatsächlich leisten. Die Aussage, dass Gott eins ist, ist zulässig, insoweit sie nur eine Verneinung von Heterogenität oder Teilbarkeit ist. Eine positive Aussage kann eine Definition sein oder ein Akzidens oder eine Relation betreffen oder sich auf Wirkungen beziehen; Eckhart legt dar, warum hinsichtlich des Wesens Gottes keine dieser Aussagearten in Betracht kommen kann.
Eckhart bleibt jedoch bei der Feststellung der Überlegenheit des Wegs der Verneinung nicht stehen, sondern unterwirft auch ihn der Kritik. Positive Aussagen müssen unter dem Gesichtspunkt der Reinheit (puritas) ausgeschlossen werden, da sie Gott mit etwas Geschaffenem in Bezug setzen und so eine von vornherein verunreinigte Gottesvorstellung erzeugen; negative Aussagen sind unter dem Gesichtspunkt der Fülle (plenitudo) unzutreffend, insoweit sie etwas ausschließen, obwohl das Göttliche nichts verneint und ausschließt. Somit erweist sich für Eckhart sowohl der positive als auch der negative Weg als unzulänglich; beide nehmen Begrenzungen vor, die mit dem allumfassenden und undifferenzierten Charakter der Gottheit unvereinbar sind. Über die Gottheit kann weder positiv noch negativ etwas Bestimmtes ausgesagt werden, da sie sich jenseits jeglicher Differenzierung befindet. Sie ist „weiselos“ (ohne Eigenschaften, durch die sie definiert werden könnte), ist ein „grundloser Grund“ und eine „stille Wüste“, eine „einfaltige Stille“. Da Gott keine Begrenzungen aufweist, gibt es nichts, was er nicht ist; somit ist er „ein Verneinen des Verneinens“.

### Nikolaus von Kues
Im 15. Jahrhundert greift Nikolaus von Kues die negative Theologie auf. Er wendet sie auf das unendliche „Maximum“ (Gott) an, das keinen Gegensatz hat und nach der Lehre vom Zusammenfall der Gegensätze mit dem Allerkleinsten, dem „Minimum“, zusammenfällt. Dabei sucht er einen Ausweg aus dem Dilemma, das sich daraus ergibt, dass die negative Theologie einerseits die Fragwürdigkeit der positiven aufzeigt, andererseits aber, indem sie konsequent alle positiven Bestimmungen beseitigt, zum radikal Unbestimmten führt.
Die negative Theologie zeigt, dass das Wesen des Maximums unzugänglich bleiben muss. Nur die Notwendigkeit seiner Existenz ist beweisbar. Vollkommene Wahrheit ist schon im Bereich der Sinnesobjekte unerreichbar, weil Wissen auf Vergleichen beruht, der ständige Wandel der sinnlich wahrnehmbaren Dinge aber einen exakten Vergleich zwischen ihnen ausschließt. Erst recht ist das unendliche Maximum mit keinem der endlichen Dinge vergleichbar. Daher bleibt es menschlicher Erkenntnis entzogen. Wer dies einsieht, erkennt sein Nichtwissen und kommt der Wahrheit dadurch näher. Er kann sie zwar nicht erreichen, aber „berühren“. Die Rolle, welche die negative Theologie dabei zu spielen hat, ist für Nikolaus eine andere als für die ältere, auf der Lehre des Pseudo-Dionysius fußende Tradition. Er billigt der negativen Theologie keinen Vorrang gegenüber der positiven zu und betrachtet die positive nicht als bloße Propädeutik der negativen. Vielmehr sieht er in diesen beiden Herangehensweisen ein Paar von gleichrangigen Gegenpolen. Wenn diese beiden Gegenpole nicht nur nebeneinander bestehen, sondern ihr Zusammenfall zu einer Einheit verstanden und so der Widerspruch überwunden wird, kann das Unsagbare berührt werden.

### Orthodoxe Theologie
Im Oströmischen bzw. Byzantinischen Reich fand das Konzept der negativen Theologie einen stärkeren Widerhall als im Westen. Der Theologe Maximus Confessor griff im 7. Jahrhundert die Lehre des Pseudo-Dionysius auf. Die Überzeugung, dass Gottes Wesen prinzipiell unerkennbar sei, wurde zu einem Kernbestandteil der orthodoxen Theologie.
Ihre definitive Ausformung erhielt die orthodoxe Auffassung im Palamismus, der im 14. Jahrhundert von dem Theologen Gregorios Palamas formulierten Lehre, die bis heute die offizielle Position der Griechisch-Orthodoxen Kirche ist. Der Palamismus unterscheidet zwischen Gottes prinzipiell für die Geschöpfe unzugänglichem Wesen (griechisch οὐσία ousía) und seinen Wirkkräften (griechisch ἐνέργειαι enérgeiai), mit denen er sich zu erkennen gibt. Seinem Wesen nach bleibt Gott, selbst wenn er sich willentlich dem Nichtgöttlichen zuwendet, immer von seiner eigenen Zuwendung getrennt und unerkennbar. In seinen Wirkkräften kann man ihn jedoch erkennen, und im ungeschaffenen Taborlicht, das zu den Wirkkräften gehört, lässt sich eine Gotteserfahrung erleben. Der Unterschied zwischen Wesen und Wirkkräften ist zwar real, also nicht ein bloßes gedankliches Konstrukt von Menschen, aber bei den Wirkkräften handelt es sich für Palamas nicht um eine ontologisch eigenständige, neben dem Wesen existierende Realität, was mit der Einheit und Unteilbarkeit Gottes unvereinbar wäre, sondern die Wirkkräfte sind ebenso Gott wie das Wesen Gott ist. Da sie Gott sind, sind sie ungeschaffen. Gott ist in jeder seiner Wirkkräfte vollständig präsent. Somit sind die Wirkkräfte Gott unter dem Aspekt seiner Erkennbarkeit und Selbstoffenbarung, das Wesen ist Gott unter dem Aspekt seiner prinzipiellen Unerkennbarkeit. Die negative Theologie wird einerseits bekräftigt, andererseits zugleich aufgehoben.
Der theologische Hauptgegner des Palamismus, Barlaam von Kalabrien, ein Zeitgenosse von Gregorios Palamas, war ebenfalls ein entschiedener Befürworter der negativen Theologie, die er aber ganz anders interpretierte als seine palamitischen Widersacher. Er unterschied scharf zwischen dem Bereich des Ungeschaffenen (Gott), der in seiner Gesamtheit in jeder Hinsicht menschlichem Denken und auch aller menschlichen Erfahrung prinzipiell verschlossen sei, und dem Bereich der geschaffenen Dinge. Wegen Gottes Unerreichbarkeit seien die theologischen Aussagen über ihn kaum mehr als Gedankenspiele.

## Frühe Neuzeit
In der Renaissance hielten weite katholische Kreise, darunter Humanisten wie Marsilio Ficino und Giovanni Pico della Mirandola, vorbehaltlos an der Authentizität der Schriften des Pseudo-Dionysius fest, obwohl Lorenzo Valla Zweifel an der Echtheit äußerte und begründete, worin ihm Erasmus folgte. Die negative Theologie des Pseudo-Dionysius prägte weiterhin das Denken katholischer Theologen. Pico della Mirandola relativierte allerdings den Geltungsanspruch der radikalen negativen Theologie; den neuplatonischen Vorrang des Einen vor dem Sein akzeptierte er nicht, sondern er schrieb beiden Begriffen denselben Umfang zu und bezog beide gleichermaßen auf Gott. Mit Entschiedenheit trat Charles de Bouelles (Carolus Bovillus) in seiner 1510 veröffentlichten Schrift De nihilo („Über das Nichts“) für den Vorrang der negativen Theologie vor der positiven ein. Bei ihm ist die Nichtbestimmung ursprünglicher als die Bestimmung. Gott erschafft in sich selbst das Nichts; aus der Verneinung des Nichts geht das Sein hervor. Martin Luther schätzte anfangs die herkömmliche negative Theologie, später lehnte er das Gedankengut des Pseudo-Dionysius nachdrücklich ab und bezeichnete es als gefährlich.
In der zweiten Hälfte des 16. Jahrhunderts betont Johannes vom Kreuz mit besonderem Nachdruck die Andersartigkeit und den Abstand von Schöpfer und Geschöpf, die Unbegreiflichkeit und Unerreichbarkeit Gottes.
Im Zeitalter der Aufklärung kommt die negative Theologie als Fundamentalkritik an der positiven ins Blickfeld, wobei ihr Ansatz für Zwecke der Religionskritik instrumentalisiert wird. David Hume fragt, worin denn ein „Mystiker“ (Anhänger der negativen Theologie), der von der absoluten Unbegreiflichkeit Gottes ausgeht, sich von einem Skeptiker (Agnostiker) oder Atheisten unterscheidet, der die erste Ursache für unbekannt und unverstehbar hält.
Immanuel Kant lehnt in seiner Religionskritik die Gottesvorstellungen und -bilder nicht gänzlich ab. Er sagt aber, dass sie nur dazu geschaffen worden sind, den notwendigen moralischen Gesetzen „Effekt zu geben“. Wenn dagegen die Vorstellungen oder Ideen eines höchsten Wesens als „unmittelbare Kenntnis neuer Gegenstände“ oder als reales Sein verstanden werden, von denen dann umgekehrt die moralischen Gesetze erst abgeleitet werden, so ist das nach Kant „schwärmerisch oder wohl gar frevelhaft“ und muss „die letzten Zwecke der Vernunft verkehren und vereiteln“. Das Absolute kann für Kant nicht bestimmt werden, obwohl er es hinter den Phänomenen der Welt voraussetzt.

## Moderne
Theologie
In der Moderne wird das Konzept einer negativen Theologie von stark bibelorientierten Theologen abgelehnt. Besonders eingehend hat Magnus Striet diese Kritik begründet. Die Kritiker berufen sich auf die Vielzahl positiver Aussagen über Gott und seine Eigenschaften in der Bibel und argumentieren, diese Aussagen seien mit einem Wahrheitsanspruch verbunden, dessen Bestreitung oder Beschränkung im Rahmen eines biblisch fundierten Christentums nicht möglich sei. Außerdem komme in der negativen Theologie die Bedeutung des Glaubens, der Gnade und der Heilsgeschichte nicht angemessen zur Geltung. Ferner meint Striet, die negative Theologie laufe auf eine Verneinung der Religion und damit auf Atheismus hinaus. Er weist auf Ludwig Feuerbach hin, der in seiner 1841 erstmals veröffentlichten Schrift Das Wesen des Christentums behauptet hatte: Die angeblich religiöse Scheu, Gott durch bestimmte Prädikate zu verendlichen, ist nur der irreligiöse Wunsch, von Gott nichts mehr wissen zu wollen, Gott sich aus dem Sinne zu schlagen; dies sei nichts anderes als ein subtiler, verschlagener Atheismus.
Philosophie
Karl Jaspers meint, in der negativen Theologie werde „auf ein metaphysisches Weltbild verzichtet zugunsten der schöpferischen Lebendigkeit, der mystischen Erlebnistiefe, der Bewegung in Richtung auf Ideen“. Sie sage über das Ganze nur Negationen und Paradoxien aus, könne aber nicht dauernd das „Bedürfnis der menschlichen Natur“ überwinden, „das Ganze als Weltbild, als die äußersten Horizonte unseres Seins auch gegenständlich vor uns zu haben, es zu denken und es auch anzuschauen“.
Jacques Derrida unternimmt eine Aktualisierung des Ansatzes der negativen Theologie, den er von der gängigen Bindung an einen traditionellen religiösen Kontext löst, indem er ihn verallgemeinert, wobei er sich zugleich partiell von ihm distanziert. Ihm geht es um Kritik an allen Vorgehensweisen, die das jeweils Andere mit Bestimmungen aus dem Bereich des Nichtanderen verknüpfen, womit sie der Radikalität der Andersheit Abbruch tun. Aus seiner Sicht bleibt dabei die Singularität des jeweils (ganz) Anderen (wofür Gott nur ein Beispiel ist) auf der Strecke. Hier sieht Derrida eine Ähnlichkeit zwischen negativer Theologie und Dekonstruktion: Beide Ansätze kritisieren die Ausgrenzung von Teilen oder Aspekten einer Gegebenheit durch den Sprachgebrauch und wenden sich gegen ein Kategorisieren und Einordnen, das den Umgang mit den Objekten des Denkens von vornherein beschränkt und ihnen daher nicht gerecht werden kann. Derrida meint aber auch einen gewichtigen Unterschied zwischen negativer Theologie und Dekonstruktion konstatieren zu müssen: Er wirft der negativen Theologie vor, mit den „Über-Aussagen“ wie „überseiend“ doch wieder ein affirmatives Element einzuführen und ebenso wie die positive Theologie eine „Metaphysik der Präsenz“ zu etablieren, was er aus dekonstruktivistischer Sicht ablehnt. Sein Konzept der différance beruht nicht nur auf Nichtbestimmbarkeit, sondern auch auf Nichtpräsenz; Anwesenheit ist zu dekonstruieren. Jean-Luc Marion widerspricht Derridas Kritik an der negativen Theologie. Er meint, der pseudo-dionysische Weg der „Über-Aussagen“ sei keine Rückkehr zu einer Metaphysik der Präsenz Gottes, keine verhüllte Positivität, sondern radikale Negation und eine Theologie der Absenz.

## Daoismus
Wegen der Verwerfung aller auf Gott bezogenen Bestimmungen besteht eine Analogie zwischen dem Gott der negativen Theologie und dem Prinzip Dao im Daoismus, dem ebenfalls alle vorstellbaren Eigenschaften abgesprochen werden.